# Церква святого великомученика Димитрія Солунського (Івашківці)
Церква святого великомученика Димитрія Солунського в Івашківцях — парафія і храм Збаразького благочиння Тернопільської єпархії Православної церкви України в селі Івашківці Тернопільського району Тернопільської области.

## Історія церкви
Дату заснування храму в селі Івашківці по-різному датують — 1878 або 1817 роком. Спочатку це був римо-католицький костел. Після Другої світової війни він почав діяти як православна церква РПЦ, але у 1949 році його закрили. Приміщення використовували як колгоспну комору, склад, а пізніше — як продуктовий магазин.
З настанням «перебудови» в центрі села встановили та освятили хрест. Поновилися богослужіння біля каплички Божої Матері, що існувала з 1921 року. Згодом храм відновили і зареєстрували як церкву святого великомученика Димитрія Солунського.
З 2005 року парафія стала самостійною. З 2006 року в храмі проводять вечірні курси з вивчення Закону Божого і Святого Письма для молоді та дорослих.

## Парохи
- о. Ярослав Телеп (1947—1949);
- о. Роман Власенко;
- о. Богдан Михальчук;
- о. Ярослав Смалюк;
- о. Василь Бумба;
- о. Богдан Статкевич (з жовтня 2005).